# Wisley
Wisley ist ein Kirchspiel zwischen Cobham und Woking im Distrikt Guildford in Surrey. Es liegt am östlichen Ufer des Wey, eines Nebenflusses der Themse. Im Ort leben 185 Menschen. Der Ort hat eine Abfahrt (Nr. 10) auf der M25 (London-Orbital). Die Kirche gehört zum Pfarrbezirk Pyrford.

## Geologie
Die Böden bestehen vor allem aus Hochflutlehm, Sanden und Kiesen des Wey. In St. George’s Hill und Cobham Common besteht der Untergrund aus Bagshot Sand.

## Geschichte
1906 wurde im Wey ein Einbaum gefunden, der noch heute erhalten ist. Sein Herstellungsdatum ist unbekannt. Ein jungsteinzeitliches Steinbeil aus dem Kirchspiel wird im Museum von Woking aufbewahrt.
Wisley wurde erstmals im Domesday Book als Wiselei, im Besitz des Oswold von Wotton beschrieben. Bereits damals hatte es eine Kirche sowie eine Mühle und eine Fischerei. Weitere Schreibweisen sind Wiselei (11. Jahrhundert) und Wyseleye (13. Jahrhundert). Der angelsächsische Namensbestandteil „lea“ deutet auf eine Furt durch den Wey hin, „Wise/Wyse“ ist vermutlich ein Eigenname. 1150 wird erneut eine Kirche erwähnt, es ist jedoch unbekannt, welchem Heiligen sie geweiht war. Die heutige Kirche stammt aus dem 12. Jahrhundert, aber wurde wiederholt umgebaut und 1872 restauriert, aus dieser Zeit stammt vermutlich auch das Portal. 1252 erhielt Robert de Briwes die Erlaubnis, Kaninchenbaue auf seinem Land, jedoch nicht im königlichen Forst anzulegen. Das Land westlich des Wey war damals Teil des Windsor Forest. 1199 verlieh König Johann Ohneland dem Grafen von Leicester das Jagdrecht in Wisley.
Das Wisley-Rollfeld, auf dem die Firma Vickers ab 1944 Flugzeuge testete, liegt im Nachbarort Ockham. Es wurde 1972 geschlossen, der Kontrollturm 1980 abgerissen.
Noch 1911 war der Ort wenig mehr als ein Weiler, durch seine gute Verkehrsanbindung (Züge von Horsley nach London Waterloo) wurde er jedoch für Pendler aus London attraktiv. Zahlreiche Häuser und Doppelhäuser im Arts-and-Crafts-Stil aus Ziegeln mit Pseudo-Fachwerk entlang der Straße nach Ockham erweiterten die Siedlung deutlich.

## Sehenswürdigkeiten
Wisley ist vor allem wegen des Gartens der Royal Horticultural Society bekannt. Die 1860 vermutlich von Charles Buxton oder Frederick Barnes erbaute Orchard Cottage in der Wisley Lane steht seit 1985 unter Denkmalschutz (Grade II listed, List Entry Number 1029335).

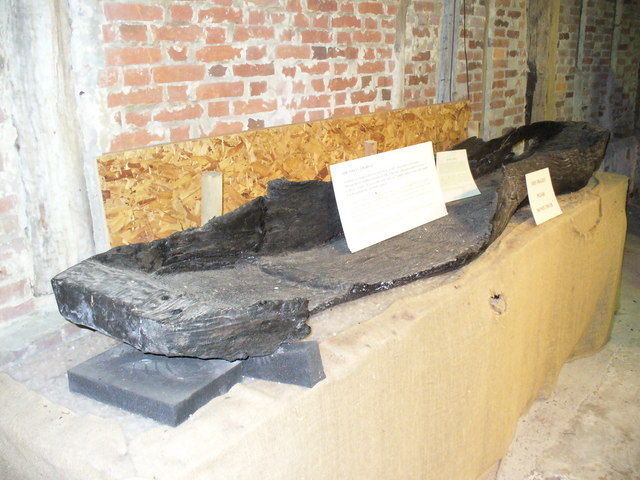
Der Einbaum von Wisley, 1906 im Wey gefunden